# Leave Scars
Albums de Dark Angel
Darkness Descends
(1986) Time Does Not Heal
(1991)
Leave Scars est le troisième album studio du groupe de thrash metal américain Dark Angel. L'album est sorti le 24 janvier 1989 sous le label Combat Records.
C'est le premier album de Dark Angel enregistré avec le chanteur Ron Rinehart.
Ron Eriksen est le second chanteur sur le titre The Promise of Agony.
Le titre Immigrant Song est une reprise du groupe Led Zeppelin.

## Musiciens
- Ron Rinehart - Chant
- Eric Meyer - Guitare, chant
- Jim Durkin - Guitare, chant
- Mike Gonzalez - Basse, chant
- Gene Hoglan - Batterie, guitare, chant
- Ron Eriksen - chant sur le titre The Promise of Agony

## Liste des morceaux
| No | Titre                                    | Auteur                        | Durée |
| -- | ---------------------------------------- | ----------------------------- | ----- |
| 1. | The Death of Innocence                   | Gene Hoglan, Jim Durkin       | 3:49  |
| 2. | Never to Rise Again                      | Hoglan, Durking, Ron Rinehart | 3:55  |
| 3. | No One Answers                           | Hoglan, Durkin                | 7:50  |
| 4. | Cauterization                            | Hoglan, Durkin                | 7:20  |
| 5. | Immigrant Song (reprise de Led Zeppelin) | Jimmy Page, Robert Plant      | 1:47  |
| 6. | Older Than Time Itself                   | Hoglan, Durkin                | 6:59  |
| 7. | Worms                                    | Hoglan, Durkin                | 2:18  |
| 8. | The Promise of Agony                     | Hoglan, Durkin                | 8:25  |
| 9. | Leave Scars                              | Hoglan, Durkin                | 7:40  |